# Valle de Verzasca

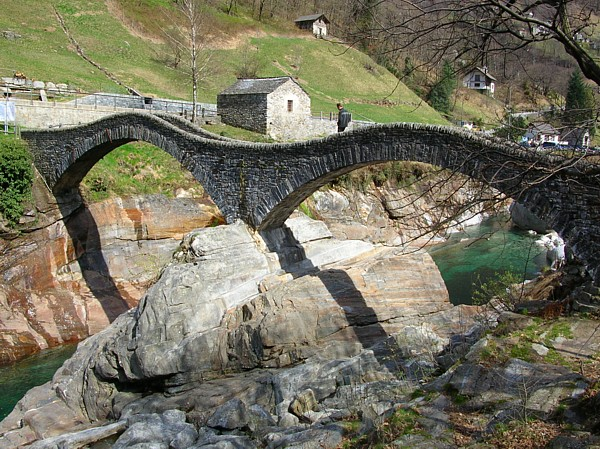
El puente de Salti.

El Valle de Verzasca es un valle en el cantón suizo del Tesino. Pertenece al distrito de Locarno, e incluye las ciudades de Mergoscia, Vogorno, Corippo, Lavertezzo, Brione, Verzasca Gerra, Frasco y Sonogno. Salvo Mergoscia, perteneciente al círculo de Navegna, todos estos municipios son parte del círculo de Verzasca.
Situado entre el Levante y el valle de Maggia, incluye Mergoscia, el centro geométrico del cantón, es el único valle en el cantón que no tiene una frontera estatal. Rodeado de altas montañas, se encuentra al norte del Lago Mayor y se extiende de sur a norte a unos 25 km. Contiene un embalse, el Lago Vogorno, formado por una presa de 220 metros de altura y 380 de anchura.
Desde el punto de vista orogáfico, el valle está situado en los Alpes del Lago Mayor y el Tesino.

## Historia

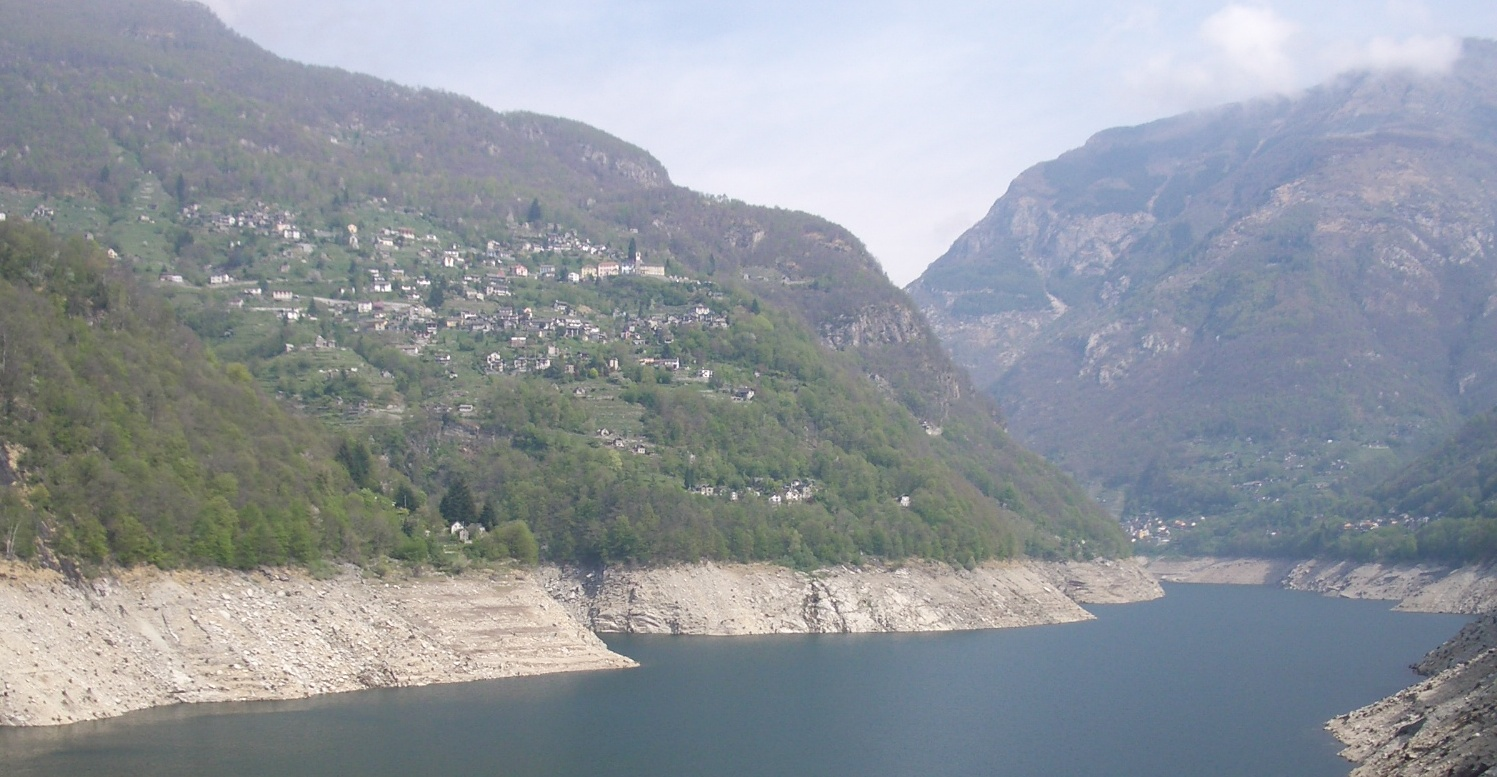
Vista de la presa en el Mergoscia.

### Primeros tiempos
Los primeros asentamientos en la zona, especialmente cerca de la desembocadura del Verzasca, datan el período Neolítico (1800 a. C.). La Sass de Striöi, una roca sobre la que están grabadas las tazas, las cruces y dos formas de pie data del siglo VII a. C., la traducción literal de la piedra quiere decir exactamente Roca de las brujas. Una atracción singular es una necrópolis romana importante de los primeros siglos después de Cristo, descubierta en 1880, donde se encontraron objetos de bronce y ánforas; se conserva en el Castillo de los Visconti de Locarno.
Debido a las dificultades de acceso, el valle de Verzasca nunca ha sido considerado políticamente relevante. Por esta razón, es uno de los lugares que ha conservado la mayor parte de sus antiguas características. El primer registro conocido por escrito de esta comunidad se remonta a 1234, donde se refiere a la ciudad de Verzasca. Los asentamientos que se incluyeron desde el principio fueron Fontobia Vogorno, Costa, Rancono Corippo, Verzollo, Sambugario, Aquino, Brione, Frasco y Sonogno. Parece que Mergoscia por su posición en la parte superior derecha del valle, llegó por otro camino y no tenía, de hecho, una estrecha relación con el resto del valle.

### De 1400 a la actualidad
La comunidad pertenece a la iglesia parroquial de Locarno, contra la cual hubo un levantamiento en 1398. Los primeros registros escritos del consejo datan del año 1495. En estos primeros siglos se estaban consolidando las realidades locales que ahora figuran como los patricios, estas entidades políticas fueron el eje fundamental sobre el cual recaía toda la vida social de la época. Los patricios eran los propietarios de las tierras que eran explotadas en forma conjunta. En particular, pastos, bosques, aguas con sus derechos de pesca y pastoreo vaga. Todo este territorio ha sido y sigue siendo administrado por una junta de propietarios, cuya propiedad no se adquirió a través de la casa, como común en los modernos, sino que se transmiten por herencia. En el Verzasca inicial común se reunieron representantes de los patricios, reuniones en los que se trataron temas en este foro interés más amplio y más estricta política.

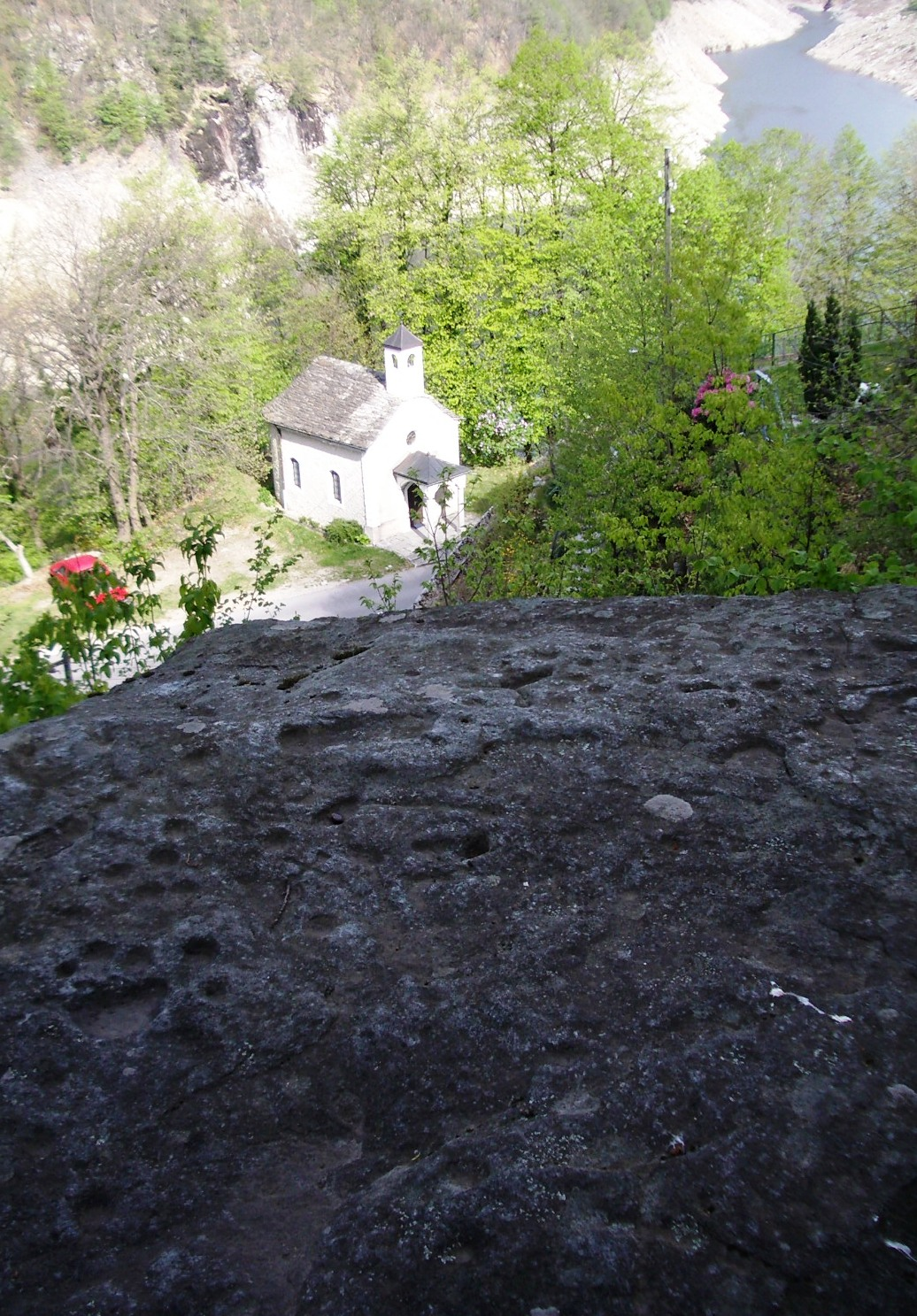
El "Sass de Striöi" en Berzona

Entre 1410 y 1500, el valle estuvo bajo la dominación de los suizos, de Saboya, Levantiner y Rusca, a partir de 1500 vuelve a ser parte de la comunidad como una bailía de Locarno en Suiza, en un principio gobernada por un alcalde desde fuera del valle (en particular, por Marcacci). El 24 de junio de 1608, el suizo confirmó los excesos de la Comunidad. En 1686, la familia cazaba Marcacci, los pueblos del valle volvió a nominar propio alcalde y el teniente que a su vez provenía de vicinie diferente. Desde 1803, el valle que forman un círculo que tiene como su capital Lavertezzo.
En el plano religioso, el valle pertenecía a la parroquia de San Víctor Locarno hasta el siglo XIII, la iglesia fue construida en el siglo XIII, la madre de Vogorno, que más tarde se separó de las otras parroquias (que entonces formaba parte de la diócesis de Como). Ahora es parte de la diócesis de Lugano, al igual que el resto del cantón de Tesino.

## Morfología

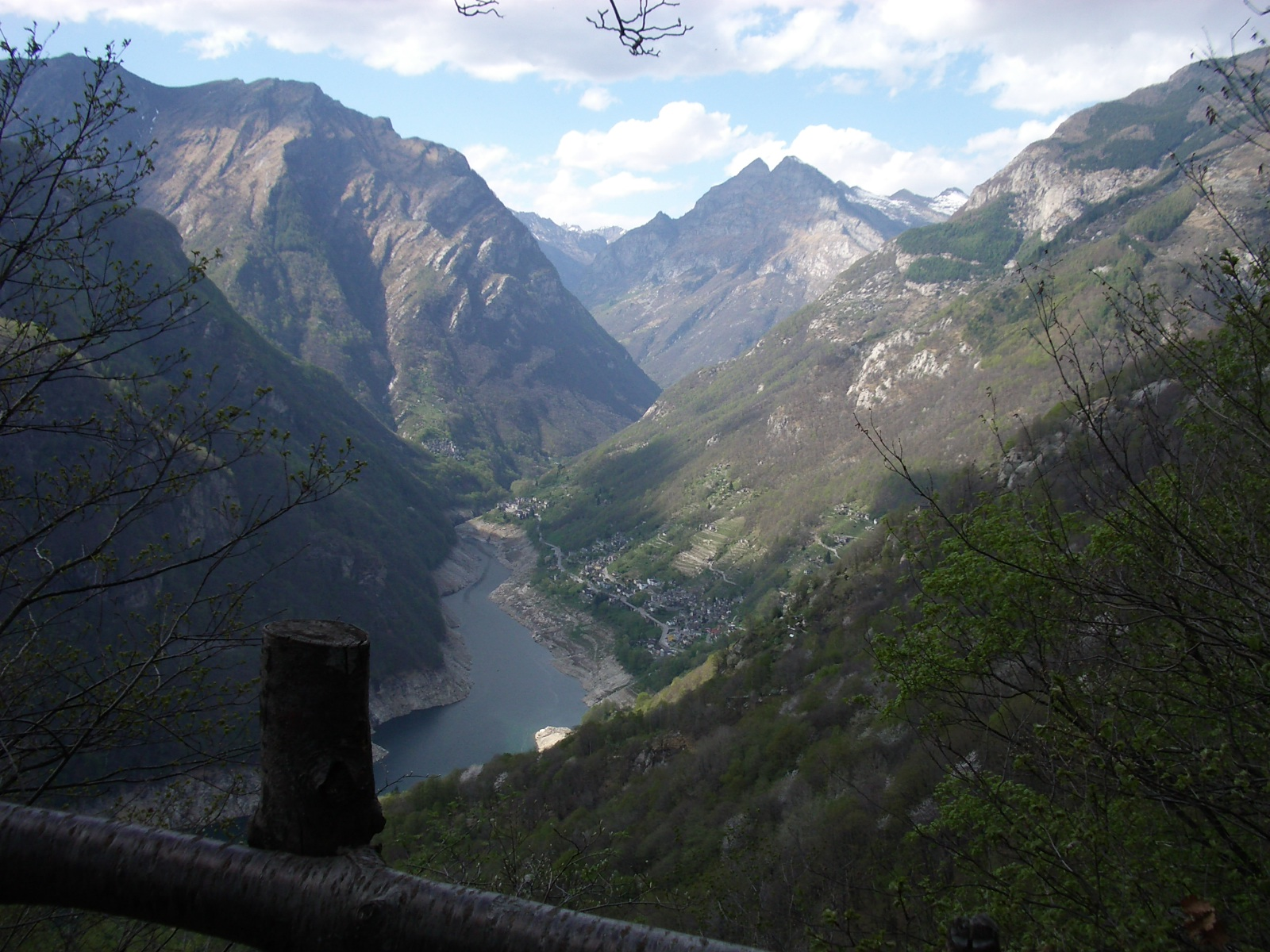
Vogorno y Verzasca Valle del Norte.

El Verzasca Valle es un rincón montañoso y salvaje, con escarpadas laderas y cascadas innumerables. El fondo del valle se sitúa entre 500 y 900 m s.l.m.. Las montañas que rodean el valle tiene una altura promedio de 2400 m. En el valle fluye el río Verzasca, donde el agua se acumula en el lago de Vogorno antes de abandonar el Plan de Valle Magadino y desemboca en el Lago Maggiore. Tiene la típica forma de "V" de los valles de los ríos, sin embargo, en la zona alpina, donde son más frecuentes en los valles en "U" glaciales. Durante los períodos de glaciación, de hecho, el valle del Ticino (Verzasca Valle de cruzar) fue el escenario de un enorme glaciar que bloqueó las nieves eternas del Valle de Verzasca. A continuación, se acumulaban, y su disolución en el tiempo caliente causó una fuerte corriente de agua que le dio el valle de su aspecto actual.
Al igual que en el resto de Sopraceneri están profundamente transformado rocas, restos de la colisión entre la placa euroasiática y africana que llevó a la formación de los Alpes son visibles en los pliegues de represas en la zona en varias rocas metamórficas.
Los valles son alcanzados por los municipios que conforman el valle. En el lado oeste se llega al valle y el rendimiento de Mergoscia Mergoscia Valley, el valle de Corippo Corippo Orgnana el valle y el Valle de Cansgell de Lavertezzo, Val d'Osura desde Brione, Val y Val Redorta Vegornèss convergen, desde Sonogno. En el lado este, sin embargo, llegar al Valle del Puerto de Vogorno; Carecchio Val, Val y el Val d'Agri Pincascia de Lavertezzo, Val Mott de la Gerra, Val d'Efra por Frasco.

## Clima, flora y fauna

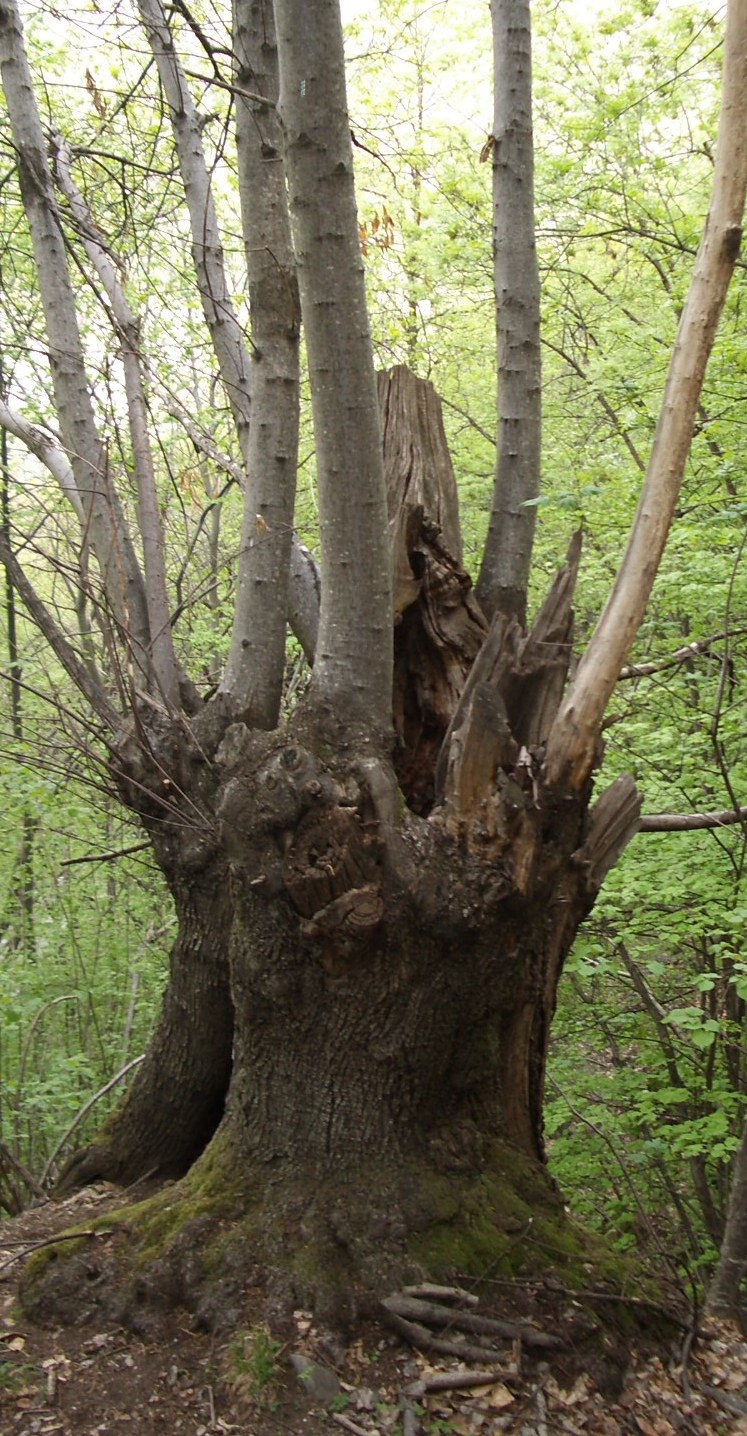
Un gran castaño.

Debido a la variedad de altitud, las diferentes áreas de la Verzasca Valle tienen climas muy diferentes. Tierno y Gordola, al abrigo de los vientos del norte por las montañas del valle, y cerca del lago, el clima Insubre región. Aquí cultivo de la vid y la vegetación, y rara es la niebla y la lluvia, por lo general de corta duración. Este clima se caracteriza gran parte del valle, donde se puede encontrar no solo los viñedos y bosques de castaños, pero también de las palmeras. Con el aumento de la altitud, más de 2000 m snm de algunos picos, se hace cargo el clima alpino. Debido a las diferencias en el clima, el Valle Verzasca incluye casi todas las áreas ambientales de Tesino, y casi todas las especies animales y vegetales.
Introducido por los romanos en el cantón de Ticino, la castaña es la especie dominante en la parte sur, por debajo de 1000 m. Los bosques de castaños se encuentran cerca de las casas y tienen la particularidad de contar con plantas de las ramas pequeñas, la castaña fue de hecho utilizado (además de la producción de frutas) como fuente de leña y material de construcción. El registro de grande fue aserrada a nivel de los ojos y volvió a crecer de forma natural, después de unos 10 años ha alcanzado una altura que puede ser utilizado para apoyar a los pesados techos de piedra utilizados para los edificios en el valle. La castaña, sin embargo, fue abandonado ahora, causando inselvatichimento de las plantas y el desarrollo de otras especies de árboles de hoja caduca (sobre todo de cenizas, cal y madera de haya).

## Población
En 2004, 3.299 personas (incluidos los 2.803 ciudadanos suizos) tenían residencia permanente en el Valle Verzasca.
| Comuna          | Población (2004) | Suizos residentes |
| --------------- | ---------------- | ----------------- |
| Brione Verzasca | 207              | 194               |
| Corippo         | 17               | 17                |
| Frasco          | 101              | 100               |
| Gerra Verzasca  | 1.203            | 1.014             |
| Mergoscia       | 213              | 200               |
| Lavertezzo      | 1.169            | 907               |
| Sonogno         | 87               | 83                |
| Vogorno         | 302              | 288               |
| Total           | 3.299            | 2.803             |

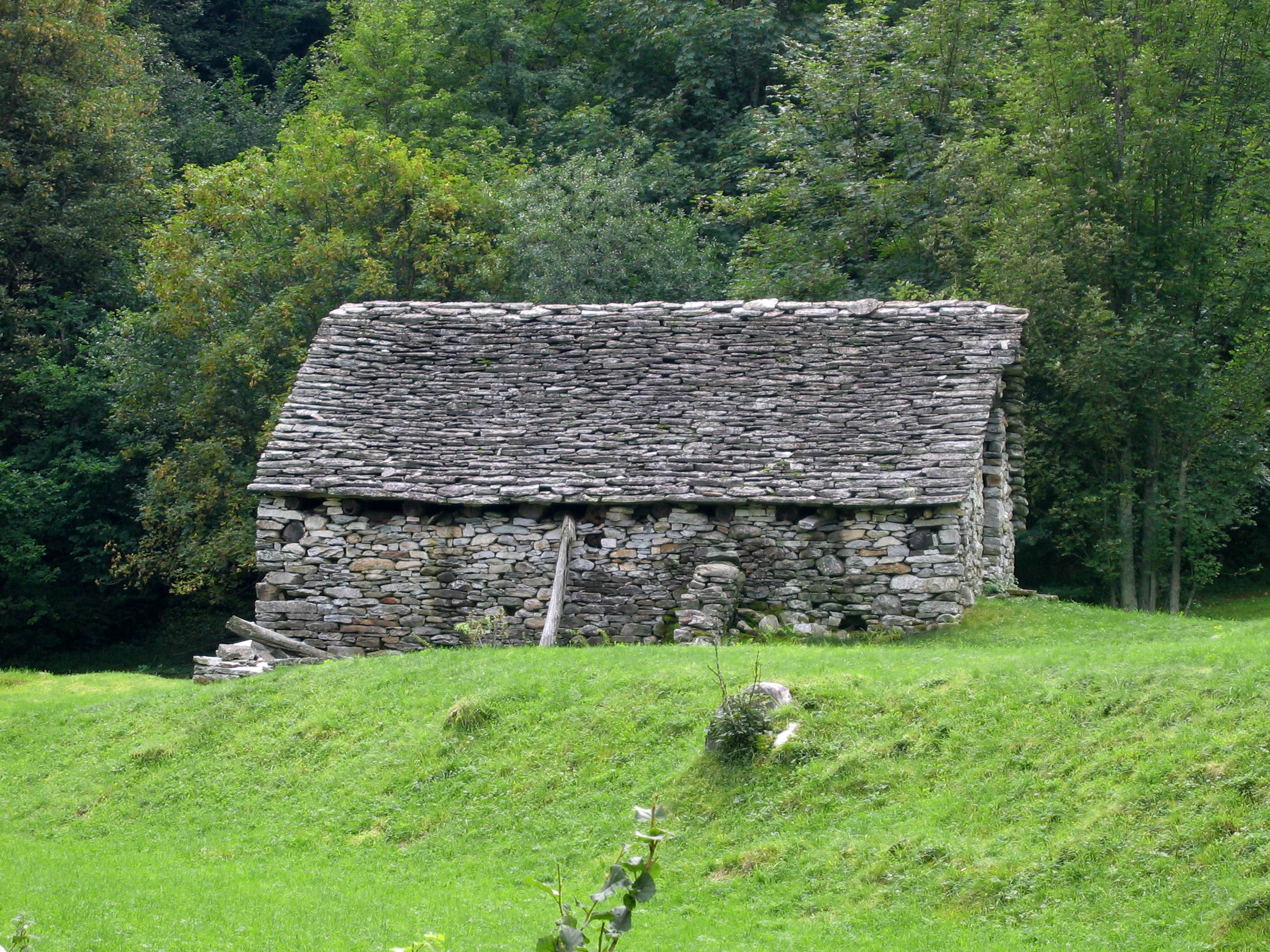
Casa típica del lugar.

Cabe señalar que los dos municipios más poblados y Lavertezzo Gerra Verzasca, se extiende en el plan de Magadino. Para ambos municipios, menos del 20% de la población (solo 79 en el caso de Gerra Verzasca) en realidad reside en el Valle Verzasca.
De los datos del censo federal 2000, más del 85% de la población cuya lengua materna es el italiano, el 15% restante se compone en su mayoría de habla alemana los ciudadanos suizos. El porcentaje de los italianos es más común en más al norte, por lo menos y en Mergoscia (75%). Los porcentajes son similares en lo que respecta a la religión declarada: el 80% de la población es católica, protestante, 9%, 9% otras religiones (el 2% no respondió).
En el valle hay solo escuelas primarias, la escuela más cercana se encuentra en Gordola, y se refieren a él los pueblos del valle.

## Economía
Anteriormente, los habitantes del valle vivían principalmente de la agricultura y el pastoreo. Desde el siglo XIV, los habitantes empezaron a moverse en el invierno plan de Magadino, junto con el ganado. La economía del valle, sin embargo, permaneció puramente auto-suficiente, no solo en los alimentos, sino también en la ropa y equipo. Desde el siglo XVII comenzaron actuales migraciones estacionales de los habitantes, en busca de trabajo remunerado en los países vecinos. Desempleados y aventureros fueron reclutados como mercenarios al servicio de los gobernantes extranjeros.
"Ca 'Hierro', Locarno, siglo 16
Hacia el final del siglo XIX, llegando en el valle de los caminos de carro, creando nuevas oportunidades para la explotación de los recursos del valle. En 1873, la carretera llega a Sonogno y comenzó la explotación de granito de las canteras de Brione, donde trabajó de la mano de obra local. También fue activo en la Val d'Efra (de Frasco, en el momento en el mayor centro de arte del Valle), una cantera de caliza, las trituradoras para obtener aceite de las nueces, un aserradero, pestatoi para batir el cáñamo y el lino, y algunos molinos harineros.
Fechas de la misma época una pequeña migración a California, que sustituye a la emigración a Europa en los siglos anteriores. En los años treinta, sin embargo, la crisis y el paro también afectó al valle de Verzasca y, debido al cierre de las fronteras de Estados Unidos, la inmigración ya no era una posibilidad. Para ayudar a los desempleados Comité fue formado para las tareas domésticas en el hogar, lo que dio a los habitantes del valle de la oportunidad de participar en la artesanía, en el procesamiento de la lana en particular (pintado con tintes naturales elaborados a partir de raíces y frutos en el suelo) y el taller de carpintería. Dado que el Comité había nacido en 1933 Pro Verzasca, una asociación local con sede en Sonogno que se ocupa de la promoción de la cultura, especialmente en el apoyo a la producción agropecuaria y artesanal en el valle.
La transformación de los viejos hoteles rústicos o segundas residencias ha creado numerosos puestos de trabajo y los ingresos crecientes procedentes del turismo. Al mismo tiempo, significaba que el aspecto característico del valle no sería cambiado.
La población activa (1.617 personas a finales de 2004) trabaja en la primaria en un 8%, 27% en secundaria, terciaria y el 65%. La economía principal se basa principalmente en la producción de heno y los animales reproductores, destinado a la producción de lana. En el área del Monte Borgna están todavía presentes varios pastos, la principal es en Alpe Mognora donde cada año 80 animales de cabras y ganado vacuno.

## Turismo
Cada año, el valle de Verzasca atrae a unos 300.000 turistas, la mayoría de los cuales llega hasta el valle del cantón Ticino del día o de las provincias italianas de Como y de Varese. El Verzasca atrae a los piragüistas, tanto como buceadores. Sin embargo, su descenso es bastante difícil y, en algunos lugares, debido a las corrientes peligrosas entre 1990 y 2000, 35 personas perdieron la vida.

### Deportes

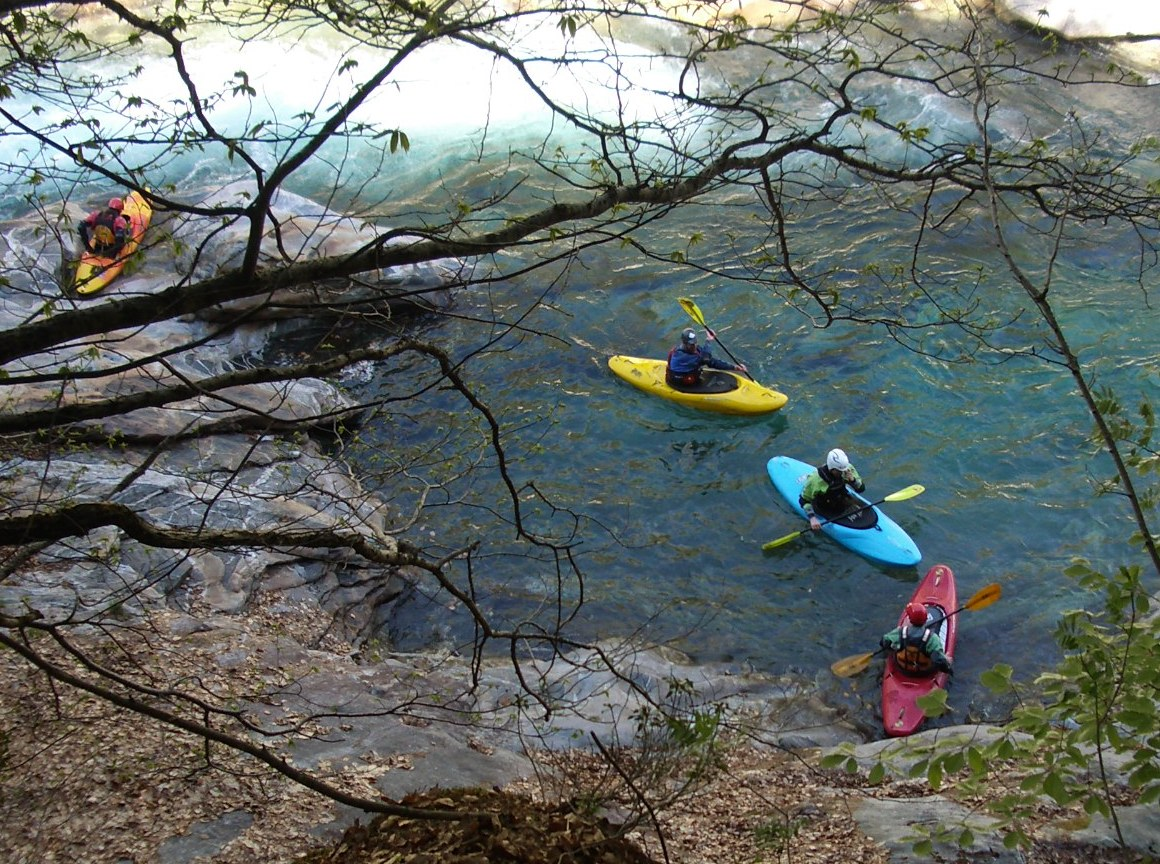
Canoas navegando un río del Lavertenzo

Los numerosos picos con vistas al Valais y los Alpes de Berna, y los pasos que conducen a los valles adyacentes, el Valle Verzasca hacer un lugar popular para los excursionistas. Todo el valle está salpicado con la típica "rústico" de piedra gris (gneis), con bordes blancos en las ventanas y techos de piedra pesados. Las capillas a lo largo de los caminos de la religión testigo de los habitantes del pueblo, sobre todo recuerda la capilla del Obispo Gordola, construido en 1669 por el obispo de Como, Ambrosio Torriani, después de haber sido salvado de una caída de su caballo.
Hay muchos senderos señalizados de acuerdo a las convenciones de las cabañas del Club Alpino Suizo y Baron, Cognora, Efra, Osola, Borgna Fümegna y ofrecen alojamiento y manutención y son apoyados por tres rutas principales en las etapas.
El Sentierone Valle Verzasca, se indica en rojo y blanco, cruza el valle desde Tenero Sonogno. Dividido en varias etapas, primero a lo largo del lago (de Vogorno Mergoscia) y luego volver en el Verzasca.
La Vía Alta Verzasca (VAV) es uno de los más salvajes pistas de toda Suiza: cinco cabañas de conexión a través de pastos cañones estériles y escarpadas, valles y de difícil acceso. El sendero está marcado en azul y blanco, y solo se recomienda para los excursionistas experimentados, los puntos más difíciles están equipadas con asas de cuerda o metal.
Por último, pasan por tres etapas de la 700 Valle de Verzasca sendero que combina Mesocco (Grisones) Formazza (Italia). Es el cuarto (Biasca-Hut Efra), quinto (Hut-Sonogno Efra), y sexto (Sonogno Sornico-Prato).

### Museos y edificios históricos
Además de la ya mencionada Capilla del Obispo y la Casa de la lana (sede de Pro Verzasca), hay otros dos lugares que constituyen un testimonio importante para la historia del valle, ambas ubicadas en el extremo norte del valle. La colección del Museo de Verzasca Valle, presente desde 1974 en Sonogno (Genardini Casa), incluye cerca de un millar de objetos que muestran la vida cotidiana en los siglos pasados, el museo también acoge exposiciones temporales. En Frasco, sin embargo, hay un molino construido en 1880 y una pequeña central hidroeléctrica cerca de la Capanna Efra, testimonio de la importancia del país como un centro artesanal en el final del siglo XIX. La fábrica, cerrada desde 1950, fue restaurada en 1996.
En la actualidad el castillo es, finalmente Brione Marcacci de la familia de Locarno, que gobernó el valle desde el siglo XVI y el siglo XIII, la iglesia parroquial contiene frescos de Giotto de la escuela.

### Otros eventos
Verzasca Pro es compatible con varios eventos culturales y tradicionales, sin embargo, el programa de la asociación está sujeta a fuertes cambios de año a año y que incluye ferias y mercados fuera del valle. Por tanto, es recomendable ponerse en contacto con la asociación directamente para obtener más información, sin embargo, incluyen el teñido de lana, más o menos dividida entre la segunda quincena de mayo y 1 de septiembre.

## El acceso al valle
El único punto de acceso al valle de los vehículos a motor (incluidos los autobuses postales) se encuentra en el sur, a través de licitación o de Gordola. La carretera principal en el lado este del valle, construida solo entre 1866 y 1871, aumentó de Vogorno Corippo Lavertezzo Brione Verzasca, Gerra Verzasca y Frasco para finalmente llegar a Sonogno. También se puede acceder en el lado oeste, donde el camino se adentra en el cañón de Locarno de licitación, para terminar en Mergoscia.
Hasta principios del siglo XIX, el camino en el lado izquierdo del valle estaba cerrado por una puerta que tiene el nombre de la puerta del Valle. Simultáneamente con un acceso horrible, esta puerta controlada para los pueblos y Valle de Verzasca se cerró por la noche en caso de peste o la guerra.

### Accesos
| Accesos del lado este: |      |                                      |                      |                                         |
| Ruscada, Paso de       | 2069 | 46°13′48″N 8°55′44″E / 46.23, 8.929  | Vogorno > Cap.Borgna | Cugnasco, Sementina (Piano di Magadino) |
| Medee, boquilla        | 2149 | 46°13′59″N 8°55′55″E / 46.233, 8.932 | Vogorno > Cap.Borgna | Preonzo (Valle Leventina)               |
| Cazzane, boquilla      | 2104 | 46°14′06″N 8°55′34″E / 46.235, 8.926 | Vogorno > Cap.Borgna | Preonzo, Moleno (Valle Leventina)       |
| Rognoi, boquilla de    | 2219 | 46°14′17″N 8°54′32″E / 46.238, 8.909 | Lavertezzo           | Vogorno                                 |
| Rierna, boquilla de    | 2295 | 46°18′50″N 8°52′44″E / 46.314, 8.879 | Lavertezzo           | Personico (Valle Leventina)             |
| Gana, Butta della      | 2207 | 46°20′10″N 8°51′22″E / 46.336, 8.856 | Frasco               | Personico (Valle Leventina)             |
| Corte Nuovo, Paso de   | 2431 | 46°19′16″N 8°51′11″E / 46.321, 8.853 | Gerra                | Personico (Valle Leventina)             |
| Gagnone, Paso del      | 2217 | 46°19′52″N 8°51′00″E / 46.331, 8.85  | Frasco > Cap.d'Efra  | Personico (Valle Leventina)             |
| Curtin, Paso del       | 2242 | 46°19′48″N 8°50′53″E / 46.33, 8.848  | Frasco > Cap.d'Efra  | Personico (Valle Leventina)             |
| Piatto, Paso de        | 2108 | 46°23′24″N 8°47′56″E / 46.39, 8.799  | Sonogno              | Chironico (Valle Leventina)             |
| Barone, Paso           | 2274 | 46°24′11″N 8°45′22″E / 46.403, 8.756 | Sonogno              | Chironico (Valle Leventina)             |
| Motto, Bassa di        | 2274 | 46°18′47″N 8°50′20″E / 46.313, 8.839 | Lavertezzo           | Gerra                                   |
| Accesos del lado este: |      |                                      |                      |                                         |
| Lupo, Paso de          | 2017 | 46°13′34″N 8°47′49″E / 46.226, 8.797 | Corippo Mergoscia    | Gordevio (Valle Maggia)                 |
| Orgnana, Boquilla de   | 1950 | 46°14′28″N 8°47′42″E / 46.241, 8.795 | Lavertezzo           | Gordevio (Valle Maggia)                 |
| Nimi, Paso de          | 2048 | 46°15′11″N 8°46′30″E / 46.253, 8.775 | Brione > Cap. Alpe   | Gordevio (Valle Maggia)                 |
| Deva, Paso             | 2036 | 46°16′19″N 8°46′16″E / 46.272, 8.771 | Brione               | Maggia (Valle Maggia)                   |
| Canova, Boquilla       | 2226 | 46°19′16″N 8°41′06″E / 46.321, 8.685 | Brione               | Giumaglio (Valle Maggia)                |
| Pini, Boquilla de      | 2198 | 46°20′24″N 8°41′35″E / 46.34, 8.693  | Brione               | Menzonio (Val Lavizzara)                |
| Cocco, Paso de         | 2142 | 46°20′17″N 8°41′31″E / 46.338, 8.692 | Brione               | Menzonio (Val Lavizzara)                |
| Mügaia, Boquilla de    | 2518 | 46°21′04″N 8°42′50″E / 46.351, 8.714 | Brione               | Sonogno                                 |
| Ciossa                 | 2373 | 46°19′55″N 8°44′35″E / 46.332, 8.743 | Brione > Val d'Osura | Sonogno                                 |
| Redorta, Paso de       | 2181 | 46°21′58″N 8°43′30″E / 46.366, 8.725 | Sonogno              | Prato-Sornico (Val Lavizzara)           |